# Uova fatali
Uova fatali (in russo Роковые яйца?, Rokovye jajca, pronuncia [rəkɐˈvɨjə ˈjajtsə]) è un romanzo breve scritto da Michail Afanas'evič Bulgakov nel 1925.

## Trama
Capp. 1–4
Il professor Vladimir Ipat'evic Persikov è il direttore dell'Istituto di Zoologia di Mosca. Ha 58 anni, è un tipo di alta statura, un po' curvo, calvo, con occhialetti, carattere un po' scontroso e solitario. Lavorano con lui all'Istituto Pankrat, guardiano zoologico, e il prof. Ivanov, libero docente. Persikov vive in una grande casa insieme a Mar'ja Stepanovna, una vecchia e devota badante di cui ha bisogno, perché è stato abbandonato dalla moglie. Il 16 aprile 1928 il professore lascia per un'ora e mezza delle amebe esposte all'azione di un raggio rosso al centro di una spirale luminosa prodotta dall'energia elettrica del microscopio, e si accorge che proliferano a una velocità fulminea e che le nuove nate divorano quelle deboli e crescono in modo rapidissimo. Informa allora Ivanov, che costruisce con lenti varie altri apparecchi con raggi sempre più grandi. I due scienziati conducono esperimenti positivi su uova di rana. La notizia si diffonde al di fuori dell'Istituto e un giornalista fantasioso, Alfred Bronskij ne amplifica la portata, parlando ormai della scoperta del "raggio della vita".
Capp. 5–6
Intanto a Steklovsk si verifica una moria di galline: prima quelle della vedova del pope Drozdov, poi quelle della vicina muoiono vomitando sangue. Da lì la peste delle galline dilaga in tutta la Russia, per cui le autorità vietano di consumare galline e uova.
Nel frattempo uno stato straniero tramite una spia offre soldi a Persikov per essere messo al corrente delle sue scoperte ed avere i disegni degli apparecchi e l'invadente giornalista Bronskij chiede al professore informazioni sulle malattie delle galline.
Cap. 7
Tutte le galline dell'URSS sono morte e Aleksandr Semënovič Rokk, direttore del sovchoz "Raggio Rosso", si reca da Persikov con un documento ufficiale perché vuole gli apparecchi per far rinascere le galline dalle uova. Ne porta via tre, nonostante le preoccupate proteste del professore. È un uomo con gambe corte, piedi piatti, occhi piccoli, abbigliamento antiquato, che prima della rivoluzione era un flautista estraneo alla politica.
Capp. 8–9
A Koncovka, nel governatorato di Smolensk, nel sovchoz di Rokk arrivano tre casse di uova, grandi e sporche, che vengono messe sotto il raggio degli apparecchi. Subito si diffonde una strana inquietudine percepita dai cani, dagli uccelli e dalle rane del circondario e quando si aprono le uova sono spariti i pulcini. Rokk va allo stagno per un bagno e nell'erba gli compare davanti un enorme rettile di 10 metri. Quando si avvicina la moglie, il serpente subito la sbrana mentre Rokk riesce a fuggire. Terrorizzato si reca dalla polizia per denunciare il fatto: due agenti armati si recano al sovchoz e non trovano anima viva; solo la serra pullula di enormi serpenti che li attaccano e li sbranano.
Capp. 10–12
Quando a Persikov vengono consegnate delle uova di gallina, invece di quelle di struzzo e di anaconda che aveva chiesto, tutto risulta chiaro, ma ormai è troppo tardi. Dal governatorato di Smolensk la popolazione in preda al panico fugge verso Mosca, dove viene dichiarato lo stato di guerra. L'esercito affronta col gas le bestie che si riproducono velocemente e bombarda le enormi uova, ma non riesce a fermare l'assalto. La folla inferocita assale e distrugge l'Istituto di zoologia e uccide Pankrat, Persikov e Mar'ja Stepanovna. Solo un'ondata di gelo inaudito, -18° nella notte fra il 19 e il 20 agosto 1928, riesce a fermare i rettili che stanno circondando Mosca. Sul terreno resta un putrido marciume che provoca epidemie. L'Istituto viene ricostruito nel '29 e il nuovo direttore è Ivanov, il quale tenta invano di ottenere il raggio rosso.

## Edizioni italiane
- trad. di Umberto Barbaro e Liubof Uspienscaia, Le uova fatali, collana "Antichi e moderni" n. 73, Lanciano, Carabba, 1931
- trad. di Maria Luisa Bonfanti, con il titolo "Terrore nel Kolkhoz", nel periodico Urania, n. 379,  11/4/1965 nella raccolta I fuorilegge della natura
- trad. di Maria Olsoufieva, in Uova fatali e altri racconti, collana "Rapporti", Bari, De Donato, 1967
- la stessa in Uova fatali. Un romanzo di fantascienza profetico, collana "Tascabili" n. 175, Milano, Bompiani, 1984 ISBN 8845206459; con postfazione di Piero Cudini, 1997 ISBN 8845228665; collana "Tascabili Bompiani" n. 769, 2001 ISBN 8845249360
- trad. di Vera Dridso, in Racconti, collana "Supercoralli", Torino, Einaudi, 1970; collana "Nuovi coralli" n. 248, 1979;  in Romanzi brevi e racconti, collana "Gli struzzi" n. 389, 1990 ISBN 8806118315; collana "Nuove letture", a cura di Mirella Borgia, 1990 ISBN 8828600225
- Uova fatali - Diavoleide, Bergamo, Juvenilia, 1988
- Le uova fatali, in Romanzi e racconti, collana "GTE" n. 63, Roma, Newton Compton, 1990 ISBN 8879837362; collana "BEN" n. 108, 1997 ISBN 8881837331
- trad. di Emanuela Guercetti, Uova fatali - Cuore di cane, introduzione di Giovanni Buttafava, presentazione di Fausto Malcovati, collana "I grandi libri" n. 408, Milano, Garzanti, 1992 ISBN 8811584086
- trad. di Giovanni Crino, in Racconti fantastici, introduzione di Vladimir Lakšin, Milano, BUR, 1991 ISBN 8817168262
- trad. di Nadia Cicognini, Le uova fatali, in Racconti, a cura di Giovanna Spendel, collana "Oscar narrativa" n. 1312, 2 voll. in cofanetto, Milano, Mondadori, 1993, ISBN 8804375566 ISBN 8804375574; collana "Oscar" n. 1431, 1995 ISBN 880439434X
- la stessa in Romanzi e racconti, a cura di Mariėtta Čudakova, progetto editoriale di Serena Vitale, collana "I Meridiani", Milano, Mondadori, 2000 ISBN 8804469188
- Uova fatali - Cuore di cane, a cura di Nice De Angelis Masera, Milano: Ed. Scolastiche Bruno Mondadori, 1994 ISBN 884243065X
- trad. di Silvia Sichel, Uova fatali, collana "Le occasioni", Firenze, Passigli, 2003 ISBN 8836807364
- Uova fatali, Marina di Massa, Ed. Clandestine, 2010 ISBN 9788895720524
- trad. di Serena Prina, Cuore di cane - Uova fatali, collana "UE" n. 2233, Milano, Feltrinelli, 2011 ISBN 9788807822339

## Versioni cinematografiche, radiofoniche e televisive
Nel 1971 venne pubblicata dal periodico cattolico Famiglia Mese una versione a fumetti, dal tratto allucinato e di impatto grafico assai violento.
Nel 1977 la Rai ha trasmesso uno sceneggiato televisivo in due parti intitolato, appunto, Uova fatali, per la regia di Ugo Gregoretti, con Gastone Moschin, Alessandro Haber. Lo sceneggiato in due puntate è stato distribuito anche su DVD nel 2009 ed è stato ritrasmesso da Rai Storia. Alle puntate dello sceneggiato se ne aggiunse una ulteriore, in cui il regista Ugo Gregoretti spiegava con dovizia di particolari i vari trucchi di scena, con particolare attenzione ai rettili antropofagi di Giorgio Ferrari.
Un adattamento radiofonico è stato trasmesso il 17 aprile 1981 nel programma Nightfall della CBC.
Un adattamento cinematografico diretto da Sergej Lomkin è stato distribuito nel 1996; nel cast vi era Oleg Ivanovič Jankovskij.